# تپه مالان
تپه مالان (به کوردی .)، نام یکی از محله‌های شهر سقز است.